# Brackenheim
Brackenheim  é uma cidade da Alemanha, no distrito de Heilbronn, na região administrativa de Estugarda, estado de Baden-Württemberg.

## História
A terra comunal de Brackenheim foi colonizada por 5 000-6 000 anos. Botenheim e Meimsheim foram mencionados no século 12; Brackenheim foi mencionado em 1246. Brackenheim recebeu seus direitos de cidade pelo rei Rudolf I. von Habsburg em 1280. Depois de um grande incêndio em 1691 que queimou 112 casas, a cidade teve que ser reconstruída em muitos lugares.
Devido à reforma comunal de 1971 a 1974, as comunidades independentes anteriores que agora representam distritos foram incorporadas. A construção ativa de edifícios preencheu os espaços anteriormente entre os distritos e levou a um enorme aumento da população em Brackenheim. Durante 1995-2004, a cidade aumentou em cerca de 2 700 habitantes.

### Religiões
Brackenheim é a sede do Distrito da Igreja de Brackenheim (decanato) da Igreja Evangélica-Luterana em Württemberg. Em Brackenheim, Botenheim, Dürrenzimmern, Hausen, Meimsheim e Neipperg existem paróquias separadas de cada um desses distritos. Em Stockheim existe a paróquia católica de St. Ulrich, que também contém Haberschlacht e um distrito de Eppingen chamado Kleingartach. Neipperg pertence à Paróquia de St. Martinus em Schwaigern, a paróquia de Brackenheim contém os distritos restantes. Tanto uma igreja livre quanto uma igreja metodista estão representadas.

## Cidadãos notórios
- Theodor Heuss (1884—1963), político e Presidente da Alemanha